# Вольфсон коледж (Оксфорд)
Вольфсон коледж — один з коледжів Оксфордського університету. Коледж був заснований в 1965 році з великих пожертвувань від Фонду Волфсона і Фонду Форда. Він є найбільшим післядипломним коледжем в університеті.